# Ya Hozna
Ya Hozna – polski zespół muzyczny, którego założycielami byli Renata Przemyk (śpiew) i Sławomir Wolski (autor tekstów, kompozytor i instrumentalista). 
W swych autorskich piosenkach grupa pomysłowo łączyła elementy rocka, folku i bluesa oraz zwracała uwagę oryginalnymi, sugestywnymi tekstami. Miała też charakterystyczne, rozpoznawalne brzmienie, oparte na akustycznych instrumentach: akordeon, kontrabas, saksofony. Nazwę swą zespół zaczerpnął z tytułu utworu Franka Zappy.

## Historia
Zespół Ya Hozna pojawił się na polskiej scenie muzycznej w połowie roku 1989. Jego powstanie było następstwem wspólnego występu R. Przemyk i S. Wolskiego na XXV Studenckim Festiwalu Piosenki w Krakowie, gdzie Renata Przemyk zdobyła Grand Prix i nagrodę dziennikarzy, wykonując piosenki autorstwa S. Wolskiego. Pierwszy skład zespołu tworzyli: Renata Przemyk – śpiew, Sławomir Wolski - akordeon, Jacek Ograbek – kontrabas, Andrzej Antolak – saksofon. W lipcu 1989 r. saksofonistą zespołu został Jarosław Woszczyna i w tym nowym składzie zespół wydał w maju 1990 r. płytę długogrającą – Ya Hozna (Pronit PLP 0115 – winyl). 
Zespół zrealizował program telewizyjny pt. Wyjście, dużo koncertował i wystąpił na wielu festiwalach (SFP Kraków 1989 i 1990, KFPP Opole 1989 i 1990, FAMA 1989 i 1990, Jarocin 1989, Sopot 1990). Muzykami, którzy krótko bądź okazjonalnie współpracowali z grupą Ya Hozna, byli: Dariusz Żak (saksofon), Piotr "Fala" Falkowski (perkusja) i Max Olech (saksofon). 
Po odejściu Renaty Przemyk w listopadzie 1990 r. samodzielnym liderem zespołu Ya Hozna stał się Sławomir Wolski, a nową wokalistką została na krótko Anna Parchimowicz. W połowie roku 1991 grupa nagrała nowe piosenki autorstwa S. Wolskiego, które nie doczekały się wydania płytowego, zostały jednak zarejestrowane w programie telewizyjnym pt. Bunt, emitowanym przez TVP2 w lipcu 1991 r. (utwory: „Tyrada tyrana”, „Ostatnia orkiestra”, „Bal na Łysej Górze”, „Miłość piękna jest jak”, „Piosenka aktorska”, „Mucha na stole”, „Jak można”, „Lobotomia”, „Kuchnia to raj”). W tym składzie zespół nie koncertował.
Po trzyletniej przerwie lider grupy Sławomir Wolski sam przejął rolę wokalisty, a w składzie zespołu Ya Hozna, oprócz niego, grającego na akordeonie, znaleźli się: Jarosław Woszczyna – saksofony i klarnet, Jacek Ograbek – kontrabas, Marek Kanclerz – perkusja. Kilkakrotnie rolę kontrabasisty grupy pełnił Mariusz Kubicki.
Na przełomie roku 1994 i 1995 zespół nagrał nową, drugą płytę pt. Szafa gra, wydaną przez Agencję Promocyjno-Reklamową Pożarowska i Spółka (PS CD 001/1995). W nagraniu płyty wzięli też gościnnie udział: Adam Cegielski – kontrabas, Karina Szafrańska – śpiew, Krzysztof Marcinkowski – wiolonczela. W ramach promocji płyty powstał teledysk, który wszedł na listę telewizyjnego plebiscytu „Muzyczna Jedynka” w TVP1 (utwór „Ostatni odlot”). 
Piosenki zostały też utrwalone w półgodzinnym, telewizyjnym widowisku pt. Szafa gra, którego reżyserem był Laco Adamík. Wyemitowany 7 grudnia 1996 r. w TVP2 spektakl był ostatnią obecnością zespołu Ya Hozna w mediach. Przedtem grupa zawiesiła działalność koncertową. Ostatni występ miał miejsce w Andrychowie 23 listopada 1996 roku.

## Dyskografia
- Ya Hozna (1990)
- Szafa gra (1995)